# Kasachische Kombinierte-Pyramide-Meisterschaft
Die kasachische Kombinierte-Pyramide-Meisterschaft ist ein zumeist jährlich ausgetragenes Billardturnier in der Disziplin Kombinierte Pyramide in Kasachstan.
Rekordsieger ist der viermalige kasachische Meister Emil Mudarissow. Bei den Damen gewann Aqerke Bedelbajewa-Uschakowa die fünf bekannten Ausgaben.

## Herrenturnier

### Die Turniere im Überblick
| Jahr | Kasachischer Meister | Ergebnis             | Finalist               | Halbfinalisten 1       |
| ---- | -------------------- | -------------------- | ---------------------- | ---------------------- |
| 2004 | Emil Mudarissow      |                      | nicht bekannt          | Garri Akopow           |
| 2004 | Emil Mudarissow      | nicht bekannt        | nicht bekannt          |                        |
| 2006 | Garri Akopow         |                      | nicht bekannt          | Qanybek Saghyndyqow    |
| 2006 | Garri Akopow         | nicht bekannt        | nicht bekannt          |                        |
| 2007 | Emil Mudarissow      |                      | nicht bekannt          | Älichan Qaranejew      |
| 2007 | Emil Mudarissow      | Däuren Urynbajew     | nicht bekannt          |                        |
| 2008 | Emil Mudarissow      |                      | Älichan Qaranejew      | nicht bekannt          |
| 2008 | Emil Mudarissow      | nicht bekannt        | Älichan Qaranejew      |                        |
| 2009 | Älichan Qaranejew    |                      | Emil Mudarissow        | Sanat Ginajatow        |
| 2009 | Älichan Qaranejew    | Äujes Jeljubajew     | Emil Mudarissow        |                        |
| 2010 | Äujes Jeljubajew     |                      | Schamal Schumanijasow  | Ikram Achmetow         |
| 2010 | Äujes Jeljubajew     | Alexander Wlassichin | Schamal Schumanijasow  |                        |
| 2011 | Quanysch Abpassow    |                      | Maxim Pan              | Emil Mudarissow        |
| 2011 | Quanysch Abpassow    | Aidos Tughanbajew    | Maxim Pan              |                        |
| 2012 | Asat Tümenow         | 5:4                  | Jernar Tschimbajew     | Dmitri Grigorjew       |
| 2012 | Asat Tümenow         | 5:4                  | Jernar Tschimbajew     | Qanybek Saghyndyqow    |
| 2013 | Emil Mudarissow      | 6:3                  | Maxim Pan              | Rachat Umarow          |
| 2013 | Emil Mudarissow      | 6:3                  | Maxim Pan              | Almas Massabajew       |
| 2014 | Däuren Urynbajew     | 6:1                  | Aidos Tughanbajew      | Arbi Muzijew           |
| 2014 | Däuren Urynbajew     | 6:1                  | Aidos Tughanbajew      | Älibek Omarow          |
| 2015 | Älibek Omarow        | 5:4                  | Arbi Muzijew           | Jernar Tschimbajew     |
| 2015 | Älibek Omarow        | 5:4                  | Arbi Muzijew           | Aslan Gharipow         |
| 2016 | Däuren Urynbajew     | 6:2                  | Qanybek Saghyndyqow    | Dmitri Grigorjew       |
| 2016 | Däuren Urynbajew     | 6:2                  | Qanybek Saghyndyqow    | Jernar Tschimbajew     |
| 2017 | Däuren Urynbajew     | 5:3                  | Salauat Nurtöleuow     | Chamit Seidasym        |
| 2017 | Däuren Urynbajew     | 5:3                  | Salauat Nurtöleuow     | Bekbolat Qarschaspajew |
| 2018 | Arbi Muzijew         | 5:2                  | Schanserik Nijetalijew | Michail Li             |
| 2018 | Arbi Muzijew         | 5:2                  | Schanserik Nijetalijew | Schäkirschan Fasylow   |
| 2019 | Jernar Tschimbajew   | 6:4                  | Älibek Omarow          | Asamat Amirajew        |
| 2019 | Jernar Tschimbajew   | 6:4                  | Älibek Omarow          | Ilijas Machmetow       |
| 2021 | Almas Äbsejit        | 5:2                  | Jernar Tschimbajew     | Farchad Qosschanow     |
| 2021 | Almas Äbsejit        | 5:2                  | Jernar Tschimbajew     | Arbi Muzijew           |

### Rangliste
| Platz | Spieler            | Gold | Silber | Bronze |
| ----- | ------------------ | ---- | ------ | ------ |
| 1     | Emil Mudarissow    | 4    | 1      | 1      |
| 2     | Däuren Urynbajew   | 3    | 0      | 1      |
| 3     | Jernar Tschimbajew | 1    | 2      | 2      |
| 4     | Arbi Muzijew       | 1    | 1      | 2      |
| 5     | Älichan Qaranejew  | 1    | 1      | 1      |
| 5     | Älibek Omarow      | 1    | 1      | 1      |
| 7     | Garri Akopow       | 1    | 0      | 1      |
| 7     | Äujes Jeljubajew   | 1    | 0      | 1      |
| 9     | Quanysch Abpassow  | 1    | 0      | 0      |
| 9     | Asat Tümenow       | 1    | 0      | 0      |
| 9     | Almas Äbsejit      | 1    | 0      | 0      |

## Damenturnier

### Die Turniere im Überblick
| Jahr | Kasachische Meisterin        | Ergebnis | Finalistin         | Halbfinalistinnen 2           |
| ---- | ---------------------------- | -------- | ------------------ | ----------------------------- |
| 2014 | Aqerke Bedelbajewa-Uschakowa | 5:2      | Änel Bekbossynowa  | Angela Achmetowa              |
| 2014 | Aqerke Bedelbajewa-Uschakowa | 5:2      | Änel Bekbossynowa  | Darja Ligai                   |
| 2015 | Aqerke Bedelbajewa-Uschakowa | 3:2      | Aina Akimowa       | Kristina Karpowa              |
| 2015 | Aqerke Bedelbajewa-Uschakowa | 3:2      | Aina Akimowa       | Anastassija Britschkowskaja 3 |
| 2016 | Aqerke Bedelbajewa-Uschakowa | 4:1      | Aina Akimowa       | Anastassija Britschkowskaja   |
| 2016 | Aqerke Bedelbajewa-Uschakowa | 4:1      | Aina Akimowa       | Angela Achmetowa 4            |
| 2017 | Aqerke Bedelbajewa-Uschakowa | 4:2      | Aina Akimowa       | Saltanat Machanowa 4          |
| 2017 | Aqerke Bedelbajewa-Uschakowa | 4:2      | Aina Akimowa       | Kristina Karpowa              |
| 2018 | Aqerke Bedelbajewa-Uschakowa | 4:2      | Saltanat Machanowa | Änel Bekbossynowa             |
| 2018 | Aqerke Bedelbajewa-Uschakowa | 4:2      | Saltanat Machanowa | Anastassija Britschkowskaja 3 |

### Rangliste
| Platz | Spielerin                    | Gold | Silber | Bronze |
| ----- | ---------------------------- | ---- | ------ | ------ |
| 1     | Aqerke Bedelbajewa-Uschakowa | 5    | 0      | 0      |
| 2     | Aina Akimowa                 | 0    | 3      | 0      |
| 3     | Änel Bekbossynowa            | 0    | 1      | 1      |
| 3     | Saltanat Machanowa           | 0    | 1      | 1      |